# Discografia di Skin
La seguente è una discografia comprensiva della cantante britannica Skin, come solista fuori dagli Skunk Anansie.

## Album in studio
| Anno                                                                                               | Titolo                                                             | Classifiche | Classifiche | Classifiche | Classifiche | Classifiche | Classifiche | Classifiche | Classifiche | Classifiche |
| Anno                                                                                               | Titolo                                                             | UK          | AUT         | BEL (FL)    | BEL (WA)    | GER         | ITA         | NLD         | POR         | SWI         |
| -------------------------------------------------------------------------------------------------- | ------------------------------------------------------------------ | ----------- | ----------- | ----------- | ----------- | ----------- | ----------- | ----------- | ----------- | ----------- |
| 2003                                                                                               | Fleshwounds - Pubblicazione: 27 maggio 2003 - Etichetta: EMI       | 43          | 42          | 40          | 50          | 18          | 6           | 56          | 23          | 13          |
| 2006                                                                                               | Fake Chemical State - Pubblicazione: 20 marzo 2006 - Etichetta: V2 | —           | 44          | 60          | 75          | 67          | 21          | 43          | —           | 8           |
| "—" indica una pubblicazione che non si è classificata o che non è stata pubblicata in quel Paese. |                                                                    |             |             |             |             |             |             |             |             |             |

## Singoli
| Anno                                                                                               | Singolo                | Classifiche | Classifiche | Classifiche | Classifiche | Classifiche | Album di provenienza |
| Anno                                                                                               | Singolo                | UK          | ITA         | NLD         | POR         | SWI         | Album di provenienza |
| -------------------------------------------------------------------------------------------------- | ---------------------- | ----------- | ----------- | ----------- | ----------- | ----------- | -------------------- |
| 2003                                                                                               | Trashed                | 30          | 6           | 96          | 15          | 98          | Fleshwounds          |
| 2003                                                                                               | Faithfulness           | 64          | 17          | 99          | 8           | —           | Fleshwounds          |
| 2003                                                                                               | Lost                   | —           | —           | —           | —           | —           | Fleshwounds          |
| 2005                                                                                               | Alone in My Room       | —           | —           | —           | —           | —           | Fake Chemical State  |
| 2006                                                                                               | Just Let the Sun       | 27          | 9           | 51          | —           | 88          | Fake Chemical State  |
| 2006                                                                                               | Purple                 | —           | —           | —           | —           | —           | Fake Chemical State  |
| 2007                                                                                               | Nothing But            | —           | —           | —           | —           | —           | Fake Chemical State  |
| 2008                                                                                               | Tear Down These Houses | —           | 7           | —           | —           | —           | Parlami d'amore      |
| "—" indica una pubblicazione che non si è classificata o che non è stata pubblicata in quel Paese. |                        |             |             |             |             |             |                      |

## Collaborazioni
- 1996 – Anti Love Song dal vivo con Lenny Kravitz
- 1996 – Not an Addict dal vivo con K's Choice
- 1997 – Serial Thrilla contiene parti di Selling Jesus, scritta da Skin, Len Arran, Liam Howlett e Keith Flint, dall'album The Fat of the Land dei Prodigy
- 1999 – Licking Cream con Lajon dall'album Home dei Sevendust
- 1999 – It's Only Rock 'n' Roll (But I Like it) con vari artisti per beneficenza
- 2000 – Comfort Of Strangers dal film Time Code
- 2000 – Carmen Queasy dall'album Hell's Kitchen di Maxim Reality
- 2000 – Meat dall'album Iommi di Tony Iommi
- 2000 – Stagioni D'Amore dal film Rent
- 2001 – 7M3 e Opening Titles dalla colonna sonora Burning Shed del film Hotel
- 2001 – Carmen Queasy con Maxim Reality dal film 15 Minutes
- 2001 – La canzone che scrivo per te dall'album Che cosa vedi dei Marlene Kuntz
- 2001 – You Can't Find Peace di Pale 3 dal film Der Krieger Und Die Kaiserin
- 2002 – Mayhem dall'album Ed's Guest List di Ed Case
- 2002 – Good Times dal singolo omonimo e dall'album Ed's Guest List di Ed Case
- 2004 – Still Standing da Unity – The Official Athens 2004 Olympic Games Album con Brian Eno e Rachid Taha
- 2004 – How Does it End dal film The Truth About Love
- 2005 – Kill Everything dal film L'Empire Des Loups
- 2008 – Tear Down These Houses dal film Parlami D'Amore
- 2008 – Last1con inedito con Boosta dei Subsonica
- 2008 – Simmer Down con i Robot Club dall'album Bruce Parry Presents Amazon Tribe – Songs For Survival
- 2012 – If This Ain't Love con Erick Morillo & Eddie Thoneick
- 2012 – Nothing Matters con Mark Knight
- 2012 – Crazy con Daddy's Groove
- 2013 – Essere umano con Emis Killa
- 2014 – Remains con i Bastille nel mixtape Bastille VS Other people's heartache part III
- 2017 – Not an Addict  "new version" con i K's Choice nel "best of ": 25
- 2018 – Così Sbagliato ft. Skin con Le Vibrazioni